# Discografia di Karol G
La discografia di Karol G, cantante colombiana, comprende cinque album in studio, due mixtape e oltre settanta singoli, di cui otto in collaborazione con altri artisti.

## Album in studio
| Anno                                                                                      | Titolo e dettagli | Classifiche | Classifiche | Classifiche | Classifiche | Classifiche | Classifiche | Classifiche | Classifiche | Classifiche | Certificazioni                                                                             |
| Anno                                                                                      | Titolo e dettagli | CAN         | FRA         | ITA         | NLD         | POR         | SPA         | SWI         | USA         | USA Latin   | Certificazioni                                                                             |
| ----------------------------------------------------------------------------------------- | --- | ----------- | ----------- | ----------- | ----------- | ----------- | ----------- | ----------- | ----------- | ----------- | ------------------------------------------------------------------------------------------ |
| 2017                                                                                      | Unstoppable - Pubblicato: 22 ottobre 2017 - Etichetta: Universal Latino - Formati: CD, LP, download digitale, streaming         | —           | —           | —           | —           | —           | 79          | —           | 192         | 2           | - USA: Platino (2) (Latin)                                                                 |
| 2019                                                                                      | Ocean - Pubblicato: 3 maggio 2019 - Etichetta: Universal Latino - Formati: CD, download digitale, streaming                     | —           | —           | —           | —           | —           | 82          | —           | 54          | 2           | - ARG: Diamante (2) - USA: Platino (5) (Latin)                                             |
| 2021                                                                                      | KG0516 - Pubblicato: 26 marzo 2021 - Etichetta: Universal Latino - Formati: CD, 2 LP, download digitale, streaming              | —           | 155         | 68          | —           | —           | 3           | 48          | 20          | 1           | - COL: Oro - ARG: Diamante (4) - SPA: Platino - USA: Platino (11) (Latin)                  |
| 2023                                                                                      | Mañana será bonito - Pubblicato: 24 febbraio 2023 - Etichetta: Universal Latino - Formati: CD, LP, download digitale, streaming | 13          | 55          | 42          | 53          | 87          | 1           | 7           | 1           | 1           | - CAN: Oro - FRA: Oro - ITA: Oro - POR: Oro - SPA: Platino (4) - USA: Platino (28) (Latin) |
| 2025                                                                                      | Tropicoqueta - Pubblicato: 20 giugno 2025 - Etichetta: Bichota, Interscope - Formato: CD, 2 LP, download digitale, streaming    | 23          | 30          | 42          | 31          | 9           | 1           | 2           | 3           | 1           | - SPA: Oro                                                                                 |
| "—" indica che l'opera non si è classificata o non è stata pubblicata in quel territorio. | |             |             |             |             |             |             |             |             |             |                                                                                            |

## Mixtape
| Anno                                                                                      | Titolo e dettagli | Classifiche | Classifiche | Classifiche | Classifiche | Classifiche | Classifiche | Classifiche | Certificazioni                            |
| Anno                                                                                      | Titolo e dettagli | CAN         | FRA         | ITA         | POR         | SPA         | SWI         | USA         | Certificazioni                            |
| ----------------------------------------------------------------------------------------- | --- | ----------- | ----------- | ----------- | ----------- | ----------- | ----------- | ----------- | ----------------------------------------- |
| 2013                                                                                      | Super Single - Pubblicato: 29 ottobre 2013 - Etichetta: JM World - Formati: Streaming                                                             | —           | —           | —           | —           | —           | —           | —           |                                           |
| 2023                                                                                      | Mañana será bonito (Bichota Season) - Pubblicato: 11 agosto 2023 - Etichetta: Bichota, Interscope - Formati: CD, LP, download digitale, streaming | 77          | 139         | 86          | 118         | 1           | 12          | 3           | - SPA: Platino - USA: Platino (8) (Latin) |
| "—" indica che l'opera non si è classificata o non è stata pubblicata in quel territorio. | |             |             |             |             |             |             |             |                                           |

## Singoli

### Come artista principale

#### Anni 2000-2010
| Anno | Titolo                                                               | Classifiche | Classifiche | Classifiche | Classifiche | Classifiche | Classifiche | Classifiche | Classifiche | Classifiche | Classifiche | Classifiche | Certificazioni | Album di provenienza          |
| Anno | Titolo                                                               | COL         | ARG         | CAN         | FRA         | ITA         | NLD         | POR         | SPA         | SWI         | USA         | USA Latin   | Certificazioni | Album di provenienza          |
| --- | -------------------------------------------------------------------- | ----------- | ----------- | ----------- | ----------- | ----------- | ----------- | ----------- | ----------- | ----------- | ----------- | ----------- | --- | ----------------------------- |
| 2006 | En la playa                                                          | ×           | ×           | —           | —           | —           | —           | ×           | —           | —           | —           | —           | | Super Single                  |
| 2009 | Dime que sí                                                          | ×           | ×           | —           | —           | —           | —           | ×           | —           | —           | —           | —           | | Super Single                  |
| 2013 | Bajo control                                                         | ×           | ×           | —           | —           | —           | —           | ×           | —           | —           | —           | —           | | Super Single                  |
| 2013 | Gracias a tí                                                         | ×           | ×           | —           | —           | —           | —           | ×           | —           | —           | —           | —           | | Super Single                  |
| 2013 | Amor de dos (feat. Nicky Jam)                                        | ×           | ×           | —           | —           | —           | —           | ×           | —           | —           | —           | —           | | /                             |
| 2013 | Lloro por ti (feat. Mario Domm)                                      | ×           | ×           | —           | —           | —           | —           | ×           | —           | —           | —           | —           | | /                             |
| 2014 | Ricos besos                                                          | ×           | ×           | —           | —           | —           | —           | ×           | —           | —           | —           | —           | | /                             |
| 2014 | Si te confeso                                                        | ×           | ×           | —           | —           | —           | —           | ×           | —           | —           | —           | —           | | /                             |
| 2015 | Ya no te creo                                                        | ×           | ×           | —           | —           | —           | —           | ×           | —           | —           | —           | —           | | /                             |
| 2015 | Te lo quiero hacer (feat. De La Ghetto)                              | ×           | ×           | —           | —           | —           | —           | ×           | —           | —           | —           | —           | | /                             |
| 2015 | Dime (feat. Andy Rivera)                                             | ×           | ×           | —           | —           | —           | —           | ×           | —           | —           | —           | —           | | /                             |
| 2016 | Casi nada                                                            | ×           | ×           | —           | —           | —           | —           | —           | 90          | —           | —           | 33          | - USA: Platino (Latin) | Unstoppable                   |
| 2016 | Muñeco de Lego                                                       | ×           | ×           | —           | —           | —           | —           | —           | —           | —           | —           | —           | | Unstoppable                   |
| 2016 | Hello (con Ozuna)                                                    | ×           | ×           | —           | —           | —           | —           | —           | —           | —           | —           | 39          | - USA: Platino (3) (Latin) | Unstoppable                   |
| 2017 | A ella                                                               | —           | ×           | —           | —           | —           | —           | —           | —           | —           | —           | —           | - SPA: Platino - USA: Platino (3) (Latin) | Unstoppable                   |
| 2017 | Ahora me llama (con Bad Bunny)                                       | —           | ×           | —           | —           | —           | —           | —           | 22          | —           | —           | 10          | - SPA: Platino (2) - USA: Diamante (Latin) | Unstoppable                   |
| 2017 | Mi mala (con Mau y Ricky)                                            | —           | ×           | —           | —           | —           | —           | —           | 68          | —           | —           | —           | - USA: Platino (3) (Latin) | Para aventuras y curiosidades |
| 2017 | Eres mi todo (con Kevin Roldán)                                      | —           | ×           | —           | —           | —           | —           | —           | —           | —           | —           | —           | | Unstoppable                   |
| 2018 | La dama (con Cosculluela)                                            | —           | ×           | —           | —           | —           | —           | —           | —           | —           | —           | —           | | Unstoppable                   |
| 2018 | Mi mala (Remix) (con Mau y Ricky feat. Becky G, Lali e Leslie Grace) | —           | ×           | —           | —           | —           | —           | —           | 57          | —           | —           | 38          | - SPA: Oro | Para aventuras y curiosidades |
| 2018 | Pineapple                                                            | —           | ×           | —           | —           | —           | —           | —           | 59          | —           | —           | 49          | - SPA: Platino - USA: Platino (3) (Latin) | Ocean                         |
| 2018 | Tu pum pum (con Shaggy feat. El Capitaan e Sekuence)                 | —           | ×           | —           | —           | —           | —           | —           | —           | —           | —           | —           | - USA: Oro (Latin) | /                             |
| 2018 | Princesa (con Tini)                                                  | —           | 69          | —           | —           | —           | —           | —           | —           | —           | —           | —           | | Quiero volver                 |
| 2018 | Mi cama (solo o con J Balvin feat. Nicky Jam)                        | 13          | 10          | —           | —           | —           | —           | —           | 5           | —           | 105         | 6           | - CAN: Oro - SPA: Platino (3) - USA: Platino (10) (Latin)                                                                                                   | Ocean                         |
| 2018 | Calypso (Remix) (con Luis Fonsi)                                     | —           | 20          | —           | —           | —           | —           | —           | —           | —           | —           | 11          | | Vida                          |
| 2018 | Culpables (con Anuel AA)                                             | 13          | 14          | —           | —           | —           | —           | —           | 19          | —           | 117         | 8           | - SPA: Platino (2) - USA: Platino (10) (Latin) | Ocean                         |
| 2018 | Dame tu cosita (con Pitbull ed El Chombo feat. Cutty Ranks)          | —           | 31          | 37          | —           | —           | —           | —           | —           | —           | 36          | 1           | - USA: Platino (7) (Latin) | /                             |
| 2018 | Créeme (con Maluma)                                                  | 14          | 12          | —           | —           | —           | —           | —           | 33          | —           | 120         | 11          | - CAN: Oro - SPA: Platino (2) - USA: Platino (3) (Latin) | Ocean                         |
| 2019 | Secreto (con Anuel AA)                                               | 1           | 3           | —           | —           | 34          | —           | 68          | 1           | 65          | 68          | 4           | - ITA: Platino - POR: Oro - SPA: Platino (4) - USA: Platino (10) (Latin)                                                                                    | Emmanuel                      |
| 2019 | Peligrosa (con Lartiste)                                             | —           | —           | —           | 94          | —           | —           | —           | —           | —           | —           | —           | - FRA: Oro | Quartier latin vol. 1         |
| 2019 | Hijoepu*# (con Gloria Trevi)                                         | —           | 16          | —           | —           | —           | —           | —           | —           | —           | —           | —           | - USA: Oro (Latin) | Diosa de la noche             |
| 2019 | Punto G                                                              | —           | 73          | —           | —           | —           | —           | —           | 33          | —           | —           | 30          | - SPA: Platino | Ocean                         |
| 2019 | Ocean                                                                | —           | 32          | —           | —           | —           | —           | —           | 25          | —           | —           | 22          | - SPA: Platino (2) | Ocean                         |
| 2019 | Love with Quality (con Damian Marley)                                | —           | —           | —           | —           | —           | —           | —           | —           | —           | —           | —           | | Ocean                         |
| 2019 | Dices que te vas (con Anuel AA)                                      | —           | 67          | —           | —           | —           | —           | —           | —           | —           | —           | 47          | | Ocean                         |
| 2019 | China (con Anuel AA e Daddy Yankee feat. J Balvin & Ozuna)           | 1           | 1           | 77          | 47          | 15          | 27          | 17          | 1           | 10          | 43          | 1           | - FRA: Oro - ITA: Platino (2) - POR: Platino - SPA: Platino (7) - USA: Oro (Latin)                                                                          | Emmanuel                      |
| 2019 | Tusa (con Nicki Minaj)                                               | 1           | 1           | 98          | 6           | 10          | —           | 5           | 1           | 8           | 42          | 1           | - COL: Diamante (12) - ARG: Platino (4) - CAN: Platino - FRA: Diamante - ITA: Platino (2) - POR: Platino (3) - SPA: Platino (9) - USA: Platino (41) (Latin) | KG0516                        |
| "—" indica che l'opera non si è classificata o non è stata pubblicata in quel territorio. "×" indica una classifica inesistente. |                                                                      |             |             |             |             |             |             |             |             |             |             |             | |                               |

#### Anni 2020
| Anno                                                                                      | Titolo                                                                               | Classifiche | Classifiche | Classifiche | Classifiche | Classifiche | Classifiche | Classifiche | Classifiche | Classifiche | Classifiche | Classifiche | Certificazioni | Album di provenienza                |
| Anno                                                                                      | Titolo                                                                               | COL         | ARG         | CAN         | FRA         | ITA         | NLD         | POR         | SPA         | SWI         | USA         | USA Latin   | Certificazioni | Album di provenienza                |
| ----------------------------------------------------------------------------------------- | ------------------------------------------------------------------------------------ | ----------- | ----------- | ----------- | ----------- | ----------- | ----------- | ----------- | ----------- | ----------- | ----------- | ----------- | --- | ----------------------------------- |
| 2020                                                                                      | Follow (con Anuel AA)                                                                | —           | 68          | —           | —           | —           | —           | —           | 9           | —           | —           | —           | - SPA: Platino | /                                   |
| 2020                                                                                      | Ay, Dios mío!                                                                        | 2           | 2           | —           | —           | —           | —           | 93          | 3           | —           | 94          | 5           | - COL: Diamante (6) - ARG: Platino (2) - SPA: Platino (2) - USA: Platino (15) (Latin)                             | KG0516                              |
| 2020                                                                                      | Caramelo (Remix) (con Ozuna e Myke Towers)                                           | 14          | 3           | —           | —           | —           | —           | —           | 21          | —           | 76          | 4           | - SPA: Platino (2)                                                                                                | Enoc                                |
| 2020                                                                                      | Bichota                                                                              | 2           | 1           | —           | —           | —           | —           | 99          | 4           | —           | 72          | 3           | - COL: Diamante (6) - ARG: Platino - CAN: Oro - POR: Oro - SPA: Platino (4) - USA: Diamante (2) (Latin)           | KG0516                              |
| 2021                                                                                      | Location (con Anuel AA e J Balvin)                                                   | 10          | 46          | —           | —           | —           | —           | 187         | 13          | —           | 103         | 6           | - ARG: Oro - SPA: Platino - USA: Platino (6) (Latin)                                                              | KG0516                              |
| 2021                                                                                      | El makinon (con Mariah Angeliq)                                                      | 4           | 9           | —           | —           | —           | —           | —           | 6           | —           | 104         | 6           | - ARG: Platino - SPA: Platino (3) - USA: Platino (11) (Latin)                                                     | KG0516                              |
| 2021                                                                                      | El barco                                                                             | 20          | —           | —           | —           | —           | —           | —           | 51          | —           | —           | 19          | - SPA: Platino - USA: Platino (5) (Latin)                                                                         | KG0516                              |
| 2021                                                                                      | Poblado (Remix) (con J Balvin, Totoy El Frio e Natan & Shander)                      | 4           | 13          | —           | —           | —           | —           | —           | 12          | —           | 120         | 11          | - SPA: Platino | Jose                                |
| 2021                                                                                      | Don't Be Shy (con Tiësto)                                                            | —           | 33          | 79          | 165         | 90          | 27          | 78          | 58          | 47          | 124         | —           | - CAN: Platino - FRA: Oro - ITA: Platino - POR: Oro - SPA: Platino (3) - USA: Oro                                 | Drive                               |
| 2021                                                                                      | Sejodioto                                                                            | 16          | 49          | —           | —           | —           | —           | —           | 42          | —           | 108         | 9           | - ARG: Oro - SPA: Platino                                                                                         | /                                   |
| 2021                                                                                      | Friki (con Feid)                                                                     | 9           | —           | —           | —           | —           | —           | —           | —           | —           | —           | 34          | - SPA: Platino - USA: Platino (3) (Latin)                                                                         | /                                   |
| 2022                                                                                      | Mamiii (con Becky G)                                                                 | 1           | 9           | —           | —           | —           | —           | 43          | 1           | 36          | 15          | 1           | - FRA: Oro - ITA: Oro - POR: Oro - SPA: Platino (7) - SWI: Oro - USA: Platino (23) (Latin)                        | Esquemas                            |
| 2022                                                                                      | Un viaje (con Jotaerre e Alejo feat. Moffa)                                          | —           | —           | —           | —           | —           | —           | —           | —           | —           | —           | 25          | | /                                   |
| 2022                                                                                      | Provenza                                                                             | 1           | 4           | —           | —           | —           | —           | 28          | 2           | 62          | 25          | 1           | - ARG: Platino - CAN: Platino - FRA: Oro - ITA: Oro - POR: Platino - SPA: Platino (9) - USA: Platino (36) (Latin) | Mañana será bonito                  |
| 2022                                                                                      | Gatúbela (con Maldy)                                                                 | 5           | 36          | —           | —           | —           | —           | —           | 17          | —           | 37          | 4           | - CAN: Oro - SPA: Platino (2) - USA: Platino (13) (Latin)                                                         | Mañana será bonito                  |
| 2022                                                                                      | Cairo (con Ovy on the Drums)                                                         | 13          | 53          | —           | —           | —           | —           | —           | 14          | —           | 82          | 11          | - SPA: Platino (4) - USA: Platino (4) (Latin)                                                                     | Mañana será bonito                  |
| 2023                                                                                      | X si volvemos (con Romeo Santos)                                                     | 3           | 65          | —           | —           | —           | —           | 185         | 9           | 74          | 48          | 4           | - CAN: Oro - SPA: Platino (3) - USA: Oro (Latin)                                                                  | Mañana será bonito                  |
| 2023                                                                                      | TQG (con Shakira)                                                                    | 1           | 2           | 33          | 30          | 44          | —           | 12          | 1           | 5           | 7           | 1           | - CAN: Platino - FRA: Platino - ITA: Platino - POR: Oro - SPA: Platino (9) - SWI: Oro                             | Mañana será bonito                  |
| 2023                                                                                      | Amargura                                                                             | 2           | —           | —           | —           | —           | —           | —           | 34          | —           | 85          | 20          | - SPA: Platino (5)                                                                                                | Mañana será bonito                  |
| 2023                                                                                      | S91                                                                                  | 7           | 97          | —           | —           | —           | —           | —           | 22          | —           | 45          | 6           | - SPA: Platino | Mañana será bonito (Bichota Season) |
| 2023                                                                                      | Tá OK remix (con Dennis, Kevin o Chris e Maluma)                                     | —           | —           | —           | —           | —           | —           | —           | 77          | —           | —           | 40          | - SPA: Oro | /                                   |
| 2023                                                                                      | Labios mordidos (con Kali Uchis)                                                     | 15          | —           | —           | —           | —           | —           | —           | 59          | —           | 97          | 10          | | Orquídeas                           |
| 2023                                                                                      | Que chimba de vida                                                                   | —           | —           | —           | —           | —           | —           | —           | 61          | —           | —           | 27          | | /                                   |
| 2024                                                                                      | Contigo (con Tiësto)                                                                 | 7           | 34          | —           | —           | —           | —           | 197         | 7           | 58          | 61          | 3           | - SPA: Platino | /                                   |
| 2024                                                                                      | Si antes te hubiera conocido                                                         | 1           | 1           | 82          | 16          | 4           | 10          | 1           | 1           | 7           | 32          | 1           | - CAN: Platino - FRA: Diamante - ITA: Platino (2) - POR: Platino (6) - SPA: Platino (10)                          | Tropicoqueta                        |
| 2024                                                                                      | No me cansare (con Sevdaliza)                                                        | —           | —           | —           | —           | —           | —           | —           | 60          | —           | —           | —           | | /                                   |
| 2024                                                                                      | +57 (con Feid e DFZM feat. Ovy On the Drums, J Balvin, Maluma, Ryan Castro & Blessd) | 1           | 62          | —           | —           | —           | —           | 151         | 4           | 82          | 62          | 4           | - SPA: Oro | /                                   |
| 2025                                                                                      | Milagros                                                                             | —           | —           | —           | —           | —           | —           | —           | 18          | —           | 119         | —           | - SPA: Oro | /                                   |
| 2025                                                                                      | Latina foreva                                                                        | —           | 45          | —           | —           | —           | —           | —           | 13          | 79          | 66          | —           | - SPA: Oro | Tropicoqueta                        |
| "—" indica che l'opera non si è classificata o non è stata pubblicata in quel territorio. |                                                                                      |             |             |             |             |             |             |             |             |             |             |             | |                                     |

### Come artista ospite
| Anno | Titolo                                               | Classifiche | Classifiche | Classifiche | Classifiche | Classifiche | Classifiche | Classifiche | Classifiche | Certificazioni     | Album di provenienza        |
| Anno | Titolo                                               | COL         | ARG         | CAN         | NLD         | POR         | SPA         | SWI         | USA         | Certificazioni     | Album di provenienza        |
| --- | ---------------------------------------------------- | ----------- | ----------- | ----------- | ----------- | ----------- | ----------- | ----------- | ----------- | ------------------ | --------------------------- |
| 2012 | 301 (Reykon feat. Karol G)                           | ×           | ×           | —           | —           | ×           | —           | —           | —           |                    | /                           |
| 2014 | Mañana (Andy Rivera feat. Karol G)                   | ×           | ×           | —           | —           | ×           | —           | —           | —           |                    | /                           |
| 2016 | Lo que siento por ti (Sebastián Yatra feat. Karol G) | ×           | ×           | —           | —           | —           | —           | —           | —           |                    | The Mixtape JuxeBox, Vol. I |
| 2018 | Caballero (Moderatto feat. Karol G)                  | —           | ×           | —           | —           | —           | —           | —           | —           |                    | /                           |
| 2018 | Dicen (Antonio Orozco feat. Karol G)                 | —           | ×           | —           | —           | —           | 70          | —           | —           | - SPA: Platino     | /                           |
| 2019 | Deséame suerte (Jhay Cortez feat. Karol G)           | —           | 84          | —           | —           | —           | —           | —           | —           | - USA: Oro (Latin) | Famouz Reloaded             |
| 2020 | X (Jonas Brothers feat. Karol G)                     | —           | —           | 42          | 28          | 155         | —           | 79          | 33          | - CAN: Oro         | /                           |
| 2024 | Vivo por ella (Andrea Bocelli feat. Karol G)         | 18          | —           | —           | —           | —           | 48          | —           | —           |                    | Duets: 30th Anniversary     |
| "—" indica che l'opera non si è classificata o non è stata pubblicata in quel territorio. "×" indica una classifica inesistente. |                                                      |             |             |             |             |             |             |             |             |                    |                             |

### Singoli promozionali
| Anno | Titolo                                   | Classifiche | Classifiche | Classifiche | Classifiche | Classifiche | Certificazioni | Album di provenienza                  |
| Anno | Titolo                                   | CAN         | POR         | SPA         | USA         | USA Latin   | Certificazioni | Album di provenienza                  |
| --- | ---------------------------------------- | ----------- | ----------- | ----------- | ----------- | ----------- | -------------- | ------------------------------------- |
| 2020 | Enjoy Yourself (Pop Smoke feat. Karol G) | 40          | 106         | 95          | 56          | —           | - POR: Oro     | Shoot for the Stars, Aim for the Moon |
| 2023 | Watati (feat. Aldo Ranks)                | —           | —           | 100         | 125         | 25          | - SPA: Oro     | Barbie: The Album                     |
| "—" indica che l'opera non si è classificata o non è stata pubblicata in quel territorio. "×" indica una classifica inesistente. |                                          |             |             |             |             |             |                |                                       |

## Altri brani entrati in classifica o certificati
| Anno | Titolo                                                                           | Classifiche | Classifiche | Classifiche | Classifiche | Classifiche | Certificazioni                            | Album di provenienza                |
| Anno | Titolo                                                                           | COL         | ARG         | SPA         | USA         | USA Latin   | Certificazioni                            | Album di provenienza                |
| --- | -------------------------------------------------------------------------------- | ----------- | ----------- | ----------- | ----------- | ----------- | ----------------------------------------- | ----------------------------------- |
| 2021 | Déjalos que miren                                                                | —           | —           | —           | —           | —           | - USA: Oro (Latin)                        | KG0516                              |
| 2021 | Contigo voy a muerte (feat. Camilo)                                              | —           | —           | 100         | —           | —           | - SPA: Platino - USA: Platino (Latin)     | KG0516                              |
| 2021 | DVD                                                                              | —           | —           | —           | —           | —           | - USA: Oro (Latin)                        | KG0516                              |
| 2021 | Gato malo (con Nathy Peluso)                                                     | —           | —           | —           | —           | —           | - SPA: Oro - USA: Oro (Latin)             | KG0516                              |
| 2021 | Odisea (con Ozuna)                                                               | —           | —           | —           | —           | —           | - USA: Oro (Latin)                        | KG0516                              |
| 2021 | Sola es mejor (con Yandar & Yostin)                                              | —           | —           | —           | —           | —           | - USA: Oro (Latin)                        | KG0516                              |
| 2021 | Beautiful Boy (con Ludacris ed Emilee)                                           | —           | —           | —           | —           | —           | - USA: Oro (Latin)                        | KG0516                              |
| 2021 | Leyendas (con Wisin & Yandel e Nicky Jam feat. Ivy Queen, Zion e Alberto Stylee) | —           | —           | —           | —           | —           | - USA: Oro (Latin)                        | KG0516                              |
| 2023 | Mientras me curo del cora                                                        | 4           | 53          | 23          | 68          | 8           | - SPA: Platino (3)                        | Mañana será bonito                  |
| 2023 | Pero tú (con Quevedo)                                                            | 13          | —           | 12          | 86          | 14          | - SPA: Platino (2) - USA: Platino (Latin) | Mañana será bonito                  |
| 2023 | Besties                                                                          | 20          | —           | 66          | 96          | 17          | - SPA: Oro                                | Mañana será bonito                  |
| 2023 | Gucci los paños                                                                  | —           | —           | 79          | 71          | 9           | - SPA: Oro                                | Mañana será bonito                  |
| 2023 | Tus gafitas                                                                      | 11          | —           | 41          | 73          | 10          | - SPA: Oro                                | Mañana será bonito                  |
| 2023 | Ojos Ferrari (con Justin Quiles e Ángel Dior)                                    | —           | —           | 75          | 95          | 16          | - SPA: Oro                                | Mañana será bonito                  |
| 2023 | Mercurio                                                                         | —           | —           | 94          | 118         | 26          |                                           | Mañana será bonito                  |
| 2023 | Kármika (con Bad Gyal e Sean Paul)                                               | —           | —           | 19          | 117         | 25          | - SPA: Platino                            | Mañana será bonito                  |
| 2023 | Carolina                                                                         | —           | —           | —           | —           | 33          | - SPA: Oro                                | Mañana será bonito                  |
| 2023 | Dañamos la amistad (con Sech)                                                    | —           | —           | 70          | —           | 29          |                                           | Mañana será bonito                  |
| 2023 | Mañana será bonito (con Carla Morrison)                                          | 18          | —           | 76          | 98          | 19          | - SPA: Oro - USA: Platino (Latin)         | Mañana será bonito                  |
| 2023 | Bichota G                                                                        | —           | —           | —           | 109         | 26          |                                           | Mañana será bonito (Bichota Season) |
| 2023 | Oki doki                                                                         | —           | —           | 78          | 83          | 15          | - SPA: Platino                            | Mañana será bonito (Bichota Season) |
| 2023 | Mi ex tenía razón                                                                | 2           | 21          | 14          | 22          | 1           | - CAN: Oro - SPA: Platino (2)             | Mañana será bonito (Bichota Season) |
| 2023 | Qlona (con Peso Pluma)                                                           | 1           | 22          | 7           | 28          | 1           | - ITA: Oro - SPA: Platino (5)             | Mañana será bonito (Bichota Season) |
| 2023 | Una noche en Medellín (remix) (con Cris MJ e Ryan Castro)                        | 9           | —           | 62          | 68          | 12          | - SPA: Oro                                | Mañana será bonito (Bichota Season) |
| 2023 | Me tengo que ir (con Kali Uchis)                                                 | —           | —           | —           | 101         | 19          |                                           | Mañana será bonito (Bichota Season) |
| 2023 | Gatita gangster (con Dei V)                                                      | —           | —           | 42          | 112         | 29          | - SPA: Platino                            | Mañana será bonito (Bichota Season) |
| 2023 | Dispo (con Young Miko)                                                           | —           | —           | 70          | 103         | 22          | - SPA: Oro                                | Mañana será bonito (Bichota Season) |
| 2023 | Provenza (remix) (con Tiësto)                                                    | —           | —           | —           | —           | 36          |                                           | Mañana será bonito (Bichota Season) |
| 2025 | Ivonny bonita                                                                    | —           | —           | 43          | 111         | —           |                                           | Tropicoqueta                        |
| 2025 | Papasito                                                                         | —           | —           | 28          | 74          | —           |                                           | Tropicoqueta                        |
| 2025 | Dile Luna (con Eddy Lover)                                                       | —           | —           | 57          | 117         | —           |                                           | Tropicoqueta                        |
| 2025 | Cuando me muera te olvido                                                        | —           | —           | 62          | —           | —           |                                           | Tropicoqueta                        |
| 2025 | Coleccionando heridas (con Marco Antonio Solís)                                  | —           | —           | 49          | 103         | —           |                                           | Tropicoqueta                        |
| 2025 | Un gatito me llamó                                                               | —           | —           | 83          | —           | —           |                                           | Tropicoqueta                        |
| 2025 | Amiga mía (con Greeicy)                                                          | —           | —           | 45          | —           | —           |                                           | Tropicoqueta                        |
| 2025 | Bandida entrenada                                                                | —           | —           | 97          | —           | —           |                                           | Tropicoqueta                        |
| 2025 | Verano rosa                                                                      | —           | —           | 11          | 96          | —           | - SPA: Oro                                | Tropicoqueta                        |
| 2025 | Tu perfume                                                                       | —           | —           | 71          | —           | —           |                                           | Tropicoqueta                        |
| 2025 | FKN Movie (con Mariah Angeliq)                                                   | —           | —           | 92          | —           | —           |                                           | Tropicoqueta                        |
| 2025 | Tropicoqueta                                                                     | —           | —           | 79          | —           | —           |                                           | Tropicoqueta                        |
| "—" indica che l'opera non si è classificata o non è stata pubblicata in quel territorio. "×" indica una classifica inesistente. |                                                                                  |             |             |             |             |             |                                           |                                     |